# Jetsun Drakpa Gyaltsen
Drakpa Gyaltsen (em tibetano Grags-pa-rgyal mtshan, 1147–1216) é o terceiro dos Grandes Patriarcas budistas. Foi o terceiro filho de Sachen Kunga Nyingpos, de quem recebeu treinamento inicial; depois da morte de seu pai passou a ser treinado por seu irmão mais velho, Sonam Tsemo. É famoso por ter escrito as instruções que seu recebera de Manjushri durante uma visão, o famoso ensinamento Partindo dos Quatro Apegos. Também devido à uma visão, predisse que seu sobrinho, Sakya Pandita, iria propagar o ensinamento budista na Mongólia.